# Ki (sumerisk gudinna)
Ki var i sumerisk mytologi en jordens gudinna, syster och gemål till himmelsguden An. Tillsammans med An fick ett antal barn som blev de viktigaste gudarna, bland dem Enlil. I senare akkadisk mytologi heter hon Antum.